# Ximena Lamadrid
Ximena Lamadrid (* 5. Juni 1996 in Cancún) ist eine mexikanische Schauspielerin.

## Leben
Ximena Lamadrid wuchs in Dubai in den Vereinigten Arabischen Emiraten auf. Im Alter von 19 Jahren übersiedelte sie nach New York City, wo sie an der Tisch School of the Arts studierte, die Atlantic Acting School und die Stonestreet Screen Acting Studios besuchte und einen Bachelor of Arts (BA) in englischer und amerikanischer Literatur sowie einen Bachelor of Fine Arts (BFA) erwarb.
Ab 2017 trat sie in einigen Kurzfilmen wie Truth or Consequences, Welcome Home, Break, Mud and Honey und Las Lobitas, Los Angeles in Erscheinung. 2018 veröffentlichte sie das Buch and then the clouds were lifted.
2020 war sie im Spielfilm On the Rocks von Sofia Coppola mit Bill Murray und Rashida Jones als Mandy zu sehen. In der ab 2021 auf Netflix veröffentlichten Thriller-Drama-Serie Wer hat Sara ermordet? mit Manolo Cardona als ihr Bruder Alejandro „Álex“ Guzmán verkörperte sie die Titelfigur Sara. In der deutschsprachigen Fassung wurde sie von Derya Flechtner synchronisiert.
Im Spielfilm Bardo, die erfundene Chronik einer Handvoll Wahrheiten von Alejandro González Iñárritu, der in den Wettbewerb um den Goldenen Löwen zu den Internationalen Filmfestspielen von Venedig 2022 eingeladen wurde, übernahm sie die Rolle der Camila.

## Filmografie (Auswahl)
- 2017: Truth or Consequences (Kurzfilm)
- 2019: Welcome Home (Kurzfilm)
- 2019: Break (Kurzfilm)
- 2019: Mud and Honey (Kurzfilm)
- 2019: Las Lobitas, Los Angeles (Kurzfilm)
- 2020: On The Rocks
- 2020: We Will Shine (Kurzfilm)
- 2021–2022: Wer hat Sara ermordet? (¿Quién Mató a Sara?, Fernsehserie, 25 Folgen)
- 2022: Bardo, die erfundene Chronik einer Handvoll Wahrheiten (Bardo, falsa crónica de unas cuantas verdades)
- 2022: No Abras La Puerta
- 2023: El Colapso (Fernsehserie, Folge 1x05 La Refineria)
- 2024: Príncipes Salvajes (Delincuentes)
- 2025: Ultrasound (Kurzfilm)
- 2025: Bandidos (Fernsehserie, sieben Folgen)

## Publikationen
- 2018: and then the clouds were lifted, XlibrisUS, ISBN 978-1-9845-3509-2.